# Хаяші Тюсіро
Тюсіро Хаяші (яп. 林 忠四郎 Хаясі Тю: сіро:?, 25 липня 1920 — 28 лютого 2010) — японський астрофізик.

## Біографія
Народився в Кіото, закінчив Токійський університет 1942 року, був призваний на військову службу в імперський флот Японії, після закінчення війни працював у  Кіотському університеті під керівництвом  Хідекі Юкави. Основні праці — в галузі теоретичної астрофізики й космології. Найвідоміші роботи присвячені раннім стадіям еволюції зірок
.
У 1984 році вийшов на пенсію. 28 лютого 2010 року помер від запалення легень.

## Нагороди
- Меморіальна премія Нісіни[ja] (1963)
- Премія Асахі (1965)
- Медаль Еддінгтона (1970)
- Премія Японської академії наук[en] (1970)
- Імператорська премія Японської академії наук[en] (1971)
- Заслужений діяч культури[de] (1982)
- Орден Культури (1986)
- Орден Священного скарбу 1-го класа (1994)
- Премія Кіото (1995)
- Медаль Кетрін Брюс (2004)

## Названі його іменем
- Трек Хаяші
- Межа Хаяші